# Daniel Hubmann
Daniel Hubmann (né le 16 avril 1983 à Eschlikon) est un orienteur suisse, c'est-à-dire un sportif spécialiste de la course d'orientation.
Il a été champion du monde au moins une fois dans les trois disciplines individuelles et vainqueur à de multiples reprises de la coupe du monde de course d'orientation (en).